# Emilie Haavi
Emilie Bosshard Haavi, née le 16 juin 1992 à Bærum, est une joueuse féminine norvégienne de football évoluant au poste de milieu de terrain à l'AS Rome.

## Biographie

### Carrière en club
Elle commence sa carrière lorsque le club Stabæk appartenait encore à la 4e division, et avant la fusion avec le club Asker ; elle avait alors quatorze ans. Lors de la saison 2008, elle est échangée avec Gunhild Manor, Hedda Vedeler et Ada Finskud pour Roa.
Elle évolue au club norvégien du Røa IL de 2008 à 2012, y remportant quatre championnats de Norvège (2008, 2009, 2010 et 2011) et trois coupes de Norvège (2008, 2009 et 2010). Elle évolue ensuite au LSK Kvinner de 2013 à 2021 avec le club elle remporte 5 championnats de Norvège (2014, 2015, 2016, 2017, 2018) et quatre coupes de Norvège (2014, 2015, 2016, 2018). En 2017 à la fin de la Toppserien 2016, elle rejoint brièvement l'équipe des Boston Breakers pour revenir au LSK Kvinner pour la Toppserien 2017.
En 2021, elle rejoint le club italien de l'AS Rome. Elle remporte le Championnat d'Italie féminin de football 2022-2023, et est nommée meilleure joueuse du championnat.

### Carrière internationale
Sa carrière prend vraiment son envol avec la saison 2010. Elle y fait ses débuts avec la sélection nationale à l'âge de 17 ans dans un match amical contre le Canada.
Elle participe à la Coupe du monde féminine de football 2011, marquant le but victorieux lors du premier match de groupe contre la Guinée équatoriale.
Elle dispute avec la Norvège le Championnat d'Europe féminin de football 2013 organisé en Suède ; les Norvégiennes échouent en finale contre l'Allemagne (1-0).

## Palmarès

### En club
- Championne de Norvège en 2008, 2009, 2010 et 2011 avec le Røa IL et en 2014, 2015, 2016, 2017, 2018 avec le LSK Kvinner
- Vainqueur de la Coupe de Norvège en 2008, 2009 et 2010 avec le Røa IL et en 2014, 2015, 2016, 2018 avec le LSK Kvinner
- Championne d'Italie en 2022-2023 avec l'AS Rome

### En sélection
- Finaliste du Championnat d'Europe féminin de football 2013

### Distinctions individuelles
- Meilleure joueuse du Championnat d'Italie féminin de football 2022-2023[3]

## Statistiques carrière[5]
| Saison            | Club              | Equipe championnat | Equipe championnat | Equipe nationale | Equipe nationale | Total  | Total |
| Saison            | Club              | Matchs             | Buts               | Matchs           | Buts             | Matchs | Buts  |
| ----------------- | ----------------- | ------------------ | ------------------ | ---------------- | ---------------- | ------ | ----- |
| 2008              | Røa               | 8                  | 0                  | 0                | 0                | 8      | 0     |
| 2009              | Røa               | 10                 | 4                  | 0                | 0                | 10     | 4     |
| 2010              | Røa               | 20                 | 15                 | 3                | 3                | 23     | 18    |
| 2011              | Røa               | 22                 | 16                 | 3                | 1                | 25     | 17    |
| 2012              | Røa               | 11                 | 5                  | 3                | 2                | 17     | 7     |
| 2013              | LSK Kvinner       | 21                 | 12                 | 7                | 0                | 28     | 12    |
| 2014              | LSK Kvinner       | 24                 | 17                 | 4                | 2                | 28     | 19    |
| 2015              | LSK Kvinner       | 22                 | 9                  | 3                | 0                | 25     | 9     |
| 2016              | LSK Kvinner       | 24                 | 13                 | 2                | 0                | 24     | 15    |
| 2017              | Boston Breakers   | 7                  | 0                  | 0                | 0                | 7      | 0     |
| 2017              | LSK Kvinner       | 11                 | 4                  | 10               | 2                | 21     | 6     |
| 2018              | LSK Kvinner       | 26                 | 9                  | 8                | 0                | 34     | 9     |
| Total de carrière | Total de carrière | 206                | 134                | 43               | 10               | 249    | 144   |